# Pinnye
Pinnye (em alemão: Pinier, Freindorf; em croata: Pinjija) é um município da Hungria, situado no condado de Győr-Moson-Sopron. Tem 8,64 km² de área e sua população em 2015 foi estimada em 321 habitantes.